# Le Tonnant (Q172)
| «Ле Тоннант» (Q172)                                           | «Ле Тоннант» (Q172) | «Ле Тоннант» (Q172) |
| ------------------------------------------------------------- | --- | --- |
| Le Tonnant (Q172)                                             | | |
|                                                               | | |
| Французький підводний човен «Аякс», однотипний з «Ле Тоннант» | | |
| Верф                                                          | Forges et chantiers de la Méditerranée, Ла-Сейн-сюр-Мер | Forges et chantiers de la Méditerranée, Ла-Сейн-сюр-Мер |
| Під прапором                                                  | Франція | Франція |
| Належність                                                    | Військово-морські сили Франції | Військово-морські сили Франції |
| Порт приписки                                                 | Тулон Касабланка | Тулон Касабланка |
| Закладений                                                    | 10 січня 1931 | 10 січня 1931 |
| Спуск на воду                                                 | 15 грудня 1934 | 15 грудня 1934 |
| Введений до складу флоту                                      | 1 червня 1937 | 1 червня 1937 |
| На службі                                                     | 1937—1942 | 1937—1942 |
| Загибель                                                      | 15 листопада 1942 року поблизу Кадіса за наказом командира човна був затоплений екіпажем через пошкодження завдані 8 листопада американською палубною авіацією з авіаносця «Рейнджер»                                        | 15 листопада 1942 року поблизу Кадіса за наказом командира човна був затоплений екіпажем через пошкодження завдані 8 листопада американською палубною авіацією з авіаносця «Рейнджер»                                        |
| Сучасний статус                                               | затоплений | затоплений |
| Бойовий досвід                                                | Друга світова війна Битва за Атлантику Сенегальська операція | Друга світова війна Битва за Атлантику Сенегальська операція |
| Проєкт                                                        | | |
| Тип ПЧ                                                        | крейсерський підводний човен | крейсерський підводний човен |
| Основні характеристики                                        | | |
| Швидкість (надводна)                                          | 17,5 вузлів (32,4 км/год) | 17,5 вузлів (32,4 км/год) |
| Швидкість (підводна)                                          | 10 вузлів (18,6 км/год) | 10 вузлів (18,6 км/год) |
| Робоча глибина занурення                                      | 75 м | 75 м |
| Автономність плавання                                         | 14 000 миль (26 000 км) на швидкості 7 вузлів (надводна) 10 000 миль (18 600 км) на швидкості 10 вузлів (надводна) 4 000 миль (7 000 км) на швидкості 17 вузлів (надводна) 90 миль (170 км) на швидкості 7 вузлів (підводна) | 14 000 миль (26 000 км) на швидкості 7 вузлів (надводна) 10 000 миль (18 600 км) на швидкості 10 вузлів (надводна) 4 000 миль (7 000 км) на швидкості 17 вузлів (надводна) 90 миль (170 км) на швидкості 7 вузлів (підводна) |
| Екіпаж                                                        | 71 офіцер та матрос | 71 офіцер та матрос |
| Розміри                                                       | | |
| Довжина найбільша (по КВЛ)                                    | 92,30 м | 92,30 м |
| Ширина корпусу найб.                                          | 8,1 м | 8,1 м |
| Середня осадка (по КВЛ)                                       | 4,4 — 4,7 м | 4,4 — 4,7 м |
| Водотоннажність надводна                                      | 1572 т | 1572 т |
| Силова установка                                              | | |
| Дизель-електрична: 2 × дизельні двигуни 2 × електродвигуни    | | |
| Гвинти                                                        | 2 | 2 |
| Потужність                                                    | 2 × 3000 к.с. (дизелі) 2 × 1200 к. с. (електродвигуни) | 2 × 3000 к.с. (дизелі) 2 × 1200 к. с. (електродвигуни) |
| Озброєння                                                     | | |
| Артилерія                                                     | 1 × 100-мм гармата | 1 × 100-мм гармата |
| Торпедно- мінне озброєння                                     | 9 × 550-мм торпедних апаратів 2 × 400-мм торпедних апарати 13 торпед | 9 × 550-мм торпедних апаратів 2 × 400-мм торпедних апарати 13 торпед |
| ППО                                                           | 1 × 13,2-мм великокаліберний кулемет M1929 | 1 × 13,2-мм великокаліберний кулемет M1929 |

«Ле Тоннант» (Q172) (фр. Le Tonnant (Q172) — військовий корабель, великий океанський підводний човен типу «Редутабль» військово-морських сил Франції часів Другої світової війни.
Підводний човен «Ле Тоннант» був закладений 10 січня 1931 року на верфі компанії Forges et chantiers de la Méditerranée у Ла-Сейн-сюр-Мері. 15 грудня 1934 року він був спущений на воду, а 1 червня 1937 року увійшов до складу ВМС Франції.

## Історія служби
Підводний човен проходив службу в лавах французького флоту. На початок Другої світової війни «Ле Тоннант» перебував на службі в Середземноморському флоті у складі 1-го дивізіону 3-ї ескадри 1-ї флотилії підводних човнів у Тулоні (разом із «Ле Конкеран», «Ле Глор'є» та «Ле Еро»). Командиром на той час був лейтенант-командор Дж. Вейлан, і корабель перебував на ремонті, який тривав до листопада 1939 року.
Опівночі 8 листопада 1942 року кораблі Центральної десантної групи союзників встали на якір на відстані 8 миль від Федали. О 6:00 ранку десантно-висадочні засоби з американським десантом на борту вирушили в напрямку берега для висадки на узбережжя Французької Північної Африки, зайняте французькими військами уряду Віші.
Близько 7 годин французькі підводні човни «Амазон», «Антіоп», «Медузе», «Орфі» та «Сібил» вийшли на патрулювання прибережних вод для протидії ворожому десанту, а ще за 50 хвилин у повітря піднялися винищувачі для перехоплення бомбардувальників з авіаносців «Рейнджер» і «Суоні». У повітряній бійці з американськими літаками сім французьких перехоплювачів було збито, палубна авіація США втратила від 4 до 5 своїх літаків. Під час зіткнення з корабельним угрупованням морського десанту «Сібил» зник під час патрулювання між Касабланкою та Федалою, інші ПЧ «Сіді-Ферух», «Кокера» і «Ле Тоннант» на виході з бухти Касабланки піддалися бомбардуванню американських літаків, зазнавши певних втрат.
10 листопада 1942 року три французькі підводних човни «Ле Тоннант», «Медузе» та «Антіоп», приховано підкравшись до авіаносця «Рейнджер», лінкора «Массачусеттс» і крейсера «Тускалуза», залпом випустили торпеди по кораблях противника. На щастя для американських кораблів торпедна атака не вдалась. У ході контратаки «Медузе», зазнавши уражень та намагаючись врятуватися від затоплення, наразився на мілину поблизу мису Капо Бланке.
«Ле Тоннант» був пошкоджений літаками з авіаносця «Рейнджер» і був змушений втекти до іспанських територіальних вод. 15 листопада 1942 року поблизу Кадіса за наказом командира човна був затоплений екіпажем через зазнані пошкодження.